# 연천우체국
연천우체국(漣川郵遞局)은 대한민국 과학기술정보통신부 우정사업본부 경인지방우정청 소속의 우편물 취급기관이다. 경기도 연천군 연천읍 연천로 280(차탄리 34-7)에 있다.

## 연혁
- 1954년 12월 1일: 연천우체국 개국
- 1976년 2월 16일: 사무관국으로 승격
- 1987년 12월 1일: 연천초성분국에서 연천초성우체국으로 변경
- 1997년 7월 5일: 경기군남우체국 관서급 조정(6급 → 7급)
- 1997년 7월 7일: 직제개편[3과 → 2과1실(우편물류과, 영업과, 경영지도실)]
- 2000년 1월 5일: 경기군남우체국 관서급 조정(7급 → 6급)
- 2003년 10월 20일: 청사개축 입주
- 2003년 12월 5일: 청사개축 준공식
- 2004년 7월 1일: 경기군남우체국을 연천군남우체국으로, 경기청산우체국을 연천청산우체국으로, 경기미산우체국을 연천미산우체국으로 명칭 변경[1]
- 2004년 12월 1일: 연천우체국 개국 50주년
- 2005년 1월 1일: 군사우체국 관서급 조정(6급 → 7급)
- 2006년 8월 24일: 백학우체국 폐국
- 2006년 10월 16일: 연천우체국 백학출장소 개소
- 2010년 10월 11일: 연천우체국 백학출장소 관서급 승격 → 백학우체국
- 2010년 10월 11일: 연천초성우체국 관서급 조정에 따른 명칭 변경 → 연천우체국 초성출장소
- 2010년 11월 8일: 우편구역을 다음과 같이 고시[2]

| 배달국         | 배달구역                          |
| -------------- | --------------------------------- |
| 연천우체국     | 연천읍 · 중면 · 군남면            |
| 전곡우체국     | 전곡읍 · 청산면                   |
| 연천미산우체국 | 미산면 · 왕징면 · 백학면 · 장남면 |
| 대광우체국     | 신서면                            |

- 2012년 12월 1일: 제106군사우체국 관서급 조정에 따른 명칭 변경 → 제106군사우편출장소
- 2014년 1월 1일: 우편구역을 다음과 같이 고시[3]

| 배달국         | 배달구역                          | 구역번호                   |
| -------------- | --------------------------------- | -------------------------- |
| 연천우체국     | 연천읍 · 군남면 · 중면            | 11004 11005 ~ 11019        |
| 전곡우체국     | 전곡읍 · 청산면                   | 11020 ~ 11041 (11018 일부) |
| 연천미산우체국 | 미산면 · 왕징면 · 백학면 · 장남면 | 11042 ~ 11050              |
| 대광우체국     | 신서면                            | 11000 ~ 11003 (11009 일부) |

- 2020년 9월 7일 : 연천초성출장소 폐국[4] 및 연천초성우편취급국 설치[5]

## 관할 우체국
| 우체국명             | 주소                                               | 비고                                                   |
| -------------------- | -------------------------------------------------- | ------------------------------------------------------ |
| 대광우체국           | 경기도 연천군 신서면 연신로 1151(도신리 285-10)    | 별정우체국                                             |
| 연천군남우체국       | 경기도 연천군 군남면 군남로 406(삼거리413-3)       | 2004년 7월 1일 경기군남우체국에서 명칭 변경            |
| 연천미산우체국       | 경기도 연천군 미산면 청정로 1734(우정리 405-6)     | 별정우체국 2004년 7월 1일 경기미산우체국에서 명칭 변경 |
| 연천백학우체국       | 경기도 연천군 백학면 두백로 21 (두일리 519-11)     |                                                        |
| 연천우체국초성출장소 | 경기도 연천군 청산면 학담로89번길 5 (초성리 214-4) | 2020년 9월 7일 폐국                                    |
| 연천초성우편취급국   | 경기도 연천군 청산면 학담로89번길 5 (초성리 214-4) | 2020년 9월 7일 신설                                    |
| 연천청산우체국       | 경기도 연천군 청산면 아우라지길 4(궁평리 53-1)     | 별정우체국 2004년 7월 1일 경기청산우체국에서 명칭 변경 |
| 전곡우체국           | 경기도 연천군 전곡읍 전곡역로 69(전곡리 333-11)    |                                                        |
| 제106군사우편출장소  | 경기도 연천군 청산면 백의리 산 1                   |                                                        |

## 조직
- 영업과
- 경영지도실
- 우편물류과